# Estação Bredäng
A Estação Bredäng é uma das estações do Metropolitano de Estocolmo, situada no condado sueco de Estocolmo, entre a Estação Sätra e a Estação Mälarhöjden. Faz parte da Linha Vermelha.
Foi inaugurada em 16 de maio de 1965. Atende a localidade de Bredäng, situada na comuna de Estocolmo.
A estação situa-se sobre um viaduto de 180 metros de comprimento, sobre a avenida Bredängs Allé. A distância à estação de Slussen é de 9 km. Apresenta pinturas de Lena Kriström-Larson, datando de 1982, representando árvores.

| Oeste ou norte         |  |              |  | Leste ou Sul                                   |
| ---------------------- |  | ------------ |  | ---------------------------------------------- |
| Sätra sentido Norsborg |  | Line 13 (en) |  | Mälarhöjden sentido Ropsten metro station (en) |
| editar no Wikidata     |  |              |  |                                                |